# Eualus biunguis
Eualus biunguis är en kräftdjursart som först beskrevs av M. J. Rathbun 1902.  Eualus biunguis ingår i släktet Eualus och familjen Hippolytidae. Inga underarter finns listade i Catalogue of Life.